# Tomorrow, I’ll be Someone’s Girlfriend
Tomorrow, I’ll be Someone’s Girlfriend (Originaltitel: 明日、私は誰かのカノジョ) ist eine japanische Fernsehserie, basierend auf der Mangareihe Ashita, Watashi wa Dareka no Kanojo von Hinao Wono. In Japan fand die Premiere der Serie am 13. April 2022 auf MBS statt. Im deutschsprachigen Raum erfolgte die Erstveröffentlichung der Serie am 14. Dezember 2022 durch Disney+ via Star als Original.

## Handlung
Porträtiert wird das Leben von fünf grundverschiedenen Frauen aus Tokio, die versuchen, ihren Alltag mit all seinen Irrungen und Wirrungen zu meistern. Diese sind: Yuki, eine 19-jährige Studentin, die ihren Lebensunterhalt als „Rental Girlfriend“ bestreitet, indem sie gegen Bezahlung für eine bestimmte Zeit in die Rolle der Freundin ihres Klienten schlüpft; Rina, eine Frau, die sich in Männerbekanntschaften stürzt, um die Einsamkeit zu lindern, die sie verspürt; Aya, eine Frau in den Dreißigern, für die das Aussehen das Wichtigste ist, weshalb sie sich regelmäßig plastischen Operationen unterzieht; Moe, die sich nicht davor fürchtet, sie selbst zu sein, und sich von niemandem auf ihrem Weg beirren lässt; sowie Yua, die es auf der Suche nach freier Entfaltung in die Großstadt gezogen hat und nun im Ausgehviertel zu Hause ist. Aber was hält das Leben für jede dieser Frauen bereit?

## Besetzung und Synchronisation
Die deutschsprachige Synchronisation entstand nach den Dialogbüchern von Felix Strüven und Anne Hermes sowie unter der Dialogregie von Jörn Linnenbröker durch die Synchronfirma Elbgorilla Synchro in Hamburg.

### Hauptdarsteller
| Rolle         | Schauspieler | Synchronsprecher  |
| ------------- | ------------ | ----------------- |
| Yuki Shirai   | Ai Yoshikawa | Malin Steffen     |
| Rina          | Mayū Yokota  | Elise Eikermann   |
| Aya Nakatani  | Misato Ugaki | Laura Pfister     |
| Yua Takahashi | Nagisa Saitō | Emily Seubert     |
| Moe Maya      | Yumena Yanai | Muriel Bielenberg |

### Nebendarsteller
| Rolle          | Schauspieler    | Synchronsprecher   |
| -------------- | --------------- | ------------------ |
| Sōta Tsuji     | Raiku           | Flemming Stein     |
| Yudai          | Sora Inoue      | Patrick Stamme     |
| Iida           | Yū Kamio        | Sascha Draeger     |
| Haruhi         | Itsuki Fujiwara | Lino Kelian        |
| Kōsei          | Shōdai Fukuyama | Jesse Grimm        |
| Tsubasa Komori | Yutaro          | Daniel Kirchberger |
| Ryō Hiyama     | Takashi Okabe   | Jens Wendland      |
| Kaede          | Akira Takano    | Johannes Semm      |
| Nanase         | Yūto Tsubone    | Tim Kreuer         |
| Mikko          | Makoto Shinada  | Robert Knorr       |

### Gastdarsteller
| Rolle            | Schauspieler | Synchronsprecher |
| ---------------- | ------------ | ---------------- |
| Masayuki Maekawa | Yōsuke Nishi | Daniel Axt       |
| Rumi             | Myra Arai    | Jana Dunja Gries |

## Episodenliste

### Staffel 1
| Nr. (ges.) | Nr. (St.) | Deutscher Titel | Originaltitel | Erstausstrahlung (MBS) | Deutschsprachige Erstveröffentlichung (Disney+) | Regie           | Drehbuch      |
| --- | --------- | --------------- | ------------- | ---------------------- | ----------------------------------------------- | --------------- | ------------- |
| 1 | 1         | Folge 1         | 第1話         | 13. Apr. 2022          | 14. Dez. 2022                                   | Mai Sakai       | Kisa Miura    |
| Das Leben birgt so manche Tücken. Auch für fünf Frauen aus Tokio mit unterschiedlichen Idealen und Vorstellungen, die ihren ganz eigenen Weg gehen. Die 19-jährige Studentin Yuki ist eine dieser Frauen. Sie verdient ihren Lebensunterhalt als Rental Girlfriend, indem sie für eine bestimmte Zeit die Freundin ihres Klienten mimt und dabei die Narben in ihrem Gesicht verbirgt. Eines Tages spielt Yuki die Freundin des Büroangestellten Sōta Tsuji und nimmt als Scheinpaar an einem Doppeldate mit einem seiner Freunde teil. Yuki ist jedoch nicht sehr begeistert von der weiblichen Begleitung des Freundes ihres Klienten. Trotzdem gelingt es ihr, keine Miene zu verziehen. Später trifft Yuki zufällig Sōta wieder, der nun die Naben in ihrem Gesicht sieht. Er will ihr seine Liebe zu ihr gestehen. Aber was hält die Zukunft für die beiden bereit? |           |                 |               |                        |                                                 |                 |               |
| 2 | 2         | Folge 2         | 第2話         | 20. Apr. 2022          | 14. Dez. 2022                                   | Mai Sakai       | Anna Kawahara |
| Yukis Freundin Rina verfällt in eine Depression, als sie von der Frau ihres Freundes erfährt. Um die dadurch entstandene Leere zu füllen, lässt sich Rina auf zwei Studenten ein, die sich ihr genähert haben, aber nachdem sie mit ihnen geschlafen hat und sie anschließend abserviert hat, kann sie nur noch in ihrem Hotelbett bleiben, denn ihr Herz ist von einer unerträglichen Einsamkeit erfüllt. Rina füllt diese Leere mit körperlichen Beziehungen zu Sugar-Daddys. In einem Anfall von Einsamkeit schreibt Rina eine Nachricht an Iida, einen Sugar Daddy, den sie eine Zeit lang ignoriert hat, und beginnt wieder eine Beziehung mit ihm. Dann stellt Rina Iida ihre beste Freundin Yuki vor. Aber Iida bittet Yuki, ihm bei der Auswahl eines Geburtstagsgeschenks für Rina zu helfen. In der Zwischenzeit trifft Rina auf Yudai, einen der Uni-Studenten, mit dem sie einmal zusammen war. Sie kommen ins Gespräch und Rina und Yudai treffen sich zu einem weiteren Date. Wer wird Rinas Einsamkeit vertreiben, während ihr Geburtstag näher rückt?            |           |                 |               |                        |                                                 |                 |               |
| 3 | 3         | Folge 3         | 第3話         | 27. Apr. 2022          | 14. Dez. 2022                                   | Mai Sakai       | Kisa Miura    |
| Rina erfährt aus ihrem Freundeskreis von Yukis wahrem beruflichen Werdegang und ist sehr enttäuscht und wütend auf sie, weil sie von einer guten Freundin so schamlos belogen wurde. Unterdessen bittet Iida Yuki, ihm beim Kauf eines Geschenks für Rina zu helfen, am Ende will er aber auch noch etwas anderes von ihr. Als Yuki entschieden ablehnt, sagt Iida ihr, dass er auch seine Beziehung zu Rina beenden wird. Rina geht auf Distanz zu Yuki und Iida und als ihre Einsamkeit immer weiter zunimmt, wendet sie sich hilfesuchend an Yudai. Als Yudai und Rina sich treffen, spricht er sie auf die Situation an und überzeugt sie, sich mit Yuki auszusöhnen. Rina beschließt, sich mit Yuki zu treffen, doch auch Yuki hat sich etwas vorgenommen. |           |                 |               |                        |                                                 |                 |               |
| 4 | 4         | Folge 4         | 第4話         | 4. Mai 2022            | 14. Dez. 2022                                   | Mai Sakai       | Nawon Lee     |
| Die 35-jährige Aya hat sich unzähligen Schönheitsoperationen unterzogen und wird deshalb jünger geschätzt, als sie tatsächlich ist. Aber nicht nur bei ihrem Alter flunkert sie. Auch ihren wahren Beruf verheimlicht sie vor ihrem Partner Kōsei. Genau wie Yuki arbeitet sie als Rental Girlfriend. Aya ist davon besessen, jung und gut aussehend zu sein. Innerlich macht sie sich über Menschen lustig, die nicht ihrem Schönheitsideal entsprechen, und sie arbeitet, um ihre Eingriffe zu finanzieren. In der Zwischenzeit verabredet sich Yuki mit Tsubasa, der sich für Make-up interessiert und möchte, dass sie mit ihm Kosmetika aussucht. Yuki geht mit Tsubasa nett einkaufen und sie hört sich gespannt seine Geschichte an, die er ihr anvertraut. Aya stellt unterdessen überrascht fest, dass sie nicht genug Geld für den Eingriff hat, den sie vor ihrer Hochzeit mit Kōsei vornehmen lassen will. Sie bittet um Hilfe. Aber wie lange kann sie das Lügenkonstrukt aufrechterhalten, das sie errichtet hat? Und welchen Preis wird sie am Ende dafür zahlen? |           |                 |               |                        |                                                 |                 |               |
| 5 | 5         | Folge 5         | 第5話         | 11. Mai 2022           | 14. Dez. 2022                                   | Mai Sakai       | Nawon Lee     |
| Kōsei erfährt von Ayas geheimem Job und will die ganze Wahrheit wissen. Später trifft sich Aya mit Tsubasa, der zuvor mit Yuki einen Einkaufsbummel unternommen hat. Aber Tsubasas Make-up-Künste sind noch steigerungsfähig und auch Aya sieht deutlich Nachholbedarf. Als Tsubasa den Tränen nahe ist, fasst sich Aya ein Herz und hilft dem verzweifelten jungen Mann. Er ist völlig ergriffen, als er seine verbesserten Gesichtszüge sieht, während sein Anblick Aya an ihre erste Schönheits-OP erinnert. Aya macht weiter wie bisher, doch dann kommt Kōsei auf sie zu und bittet sie darum, dass keine Lügen mehr zwischen ihnen stehen sollen. Schließlich kommt es zu einem Gespräch, das alles verändert. |           |                 |               |                        |                                                 |                 |               |
| 6 | 6         | Folge 6         | 第6話         | 18. Mai 2022           | 14. Dez. 2022                                   | Sachiko Kondō   | Anna Kawahara |
| Aya wird als Rental Girlfriend gefeuert und trifft auf dem Nachhauseweg auf Yuki. Sie gehen zusammen in eine Bar. Aya fühlt sich ohne Job und ohne Freund niedergeschlagen und vertraut sich Yuki an, die Aya dann erzählt, wie sie die Narbe in ihrem Gesicht bekommen hat. Danach fahren die beiden an die Küste. Mit Yuki an ihrer Seite denkt Aya über ihr Leben nach und ist zunehmend von ihren Lebensentscheidungen überzeugt. Währenddessen ist Rinas Uni-Freundin Moe alles andere als überzeugt von ihrem Aussehen und weiß nicht, wo sie hingehört, obwohl sie fest davon überzeugt ist, dass sie anders ist als die anderen. In der Bar, die Moe häufig besucht, lernt sie Tsubasa kennen, der seit kurzem dort arbeitet, und Yua, die regelmäßig in Host Clubs zu Gast ist. |           |                 |               |                        |                                                 |                 |               |
| 7 | 7         | Folge 7         | 第7話         | 25. Mai 2022           | 14. Dez. 2022                                   | Sachiko Kondō   | Kisa Miura    |
| Yua lädt Moe ein, zum ersten Mal mit ihr einen Host Club zu besuchen. Sie ist an die Host-Club-Szene gewöhnt, aber Moe fühlt sich sichtlich unwohl und es fällt ihr schwer, ihren ersten Besuch zu genießen. Doch dann erscheint Kaede, einer der Hosts. Da er anders zu sein scheint als die anderen, hilft er Moe dabei, sich zu entspannen. Unterdessen ist Yua beunruhigt darüber, dass auch eine andere Frau ihren Lieblings-Host Haruhi angefordert hat, was zu Spannungen führt. Die Zeit neigt sich dem Ende und Moe ist ziemlich zufrieden, als sie wieder in ihre Lieblingsbar zurückgeht, während Yua zu Hause darauf wartet, dass Haruhi von der Arbeit wiederkommt. Die Geschichte von zwei Frauen und ihren Hosts nimmt ihren Anfang. |           |                 |               |                        |                                                 |                 |               |
| 8 | 8         | Folge 8         | 第8話         | 1. Juni 2022           | 14. Dez. 2022                                   | Sachiko Kondō   | Anna Kawahara |
| Yua erzählt Moe, dass sie in einer Mädchenbar arbeitet, aber in Wirklichkeit verdient sie ihren Lebensunterhalt mit ganz anderen Tätigkeiten, um Haruhi zu unterstützen. Selbst nachdem Haruhi sein Versprechen, sie nach der Arbeit zu besuchen, gebrochen hat und sie sich gestritten haben, gibt sie ihm immer noch Geld. In der Zwischenzeit erhält Moe häufig Textnachrichten von Kaede, den Host, welchen sie kürzlich kennen gelernt hat. Sie hält die SMS für bedeutungslos, ignoriert ihn und geht mit ihren Uni-Freunden in ihrer Lieblingsbar etwas trinken, dem einzigen Ort, an dem sie sich zugehörig fühlt. Als Rina sie jedoch in eine unangenehme Situation bringt, stürmt Moe aus der Bar und sieht, wie Kaede versucht, sie auf ihrem Handy zu erreichen. |           |                 |               |                        |                                                 |                 |               |
| 9 | 9         | Folge 9         | 第9話         | 8. Juni 2022           | 14. Dez. 2022                                   | Masato Sugawara | Kisa Miura    |
| Yua gerät immer wieder wegen Kleinigkeiten mit Haruhi aneinander. Indes ist Moe von Kaedes Freundlichkeit gerührt und kommt ihm allmählich näher. Moe möchte ihn in seinem Host Club besuchen, aber dieses Unterfangen ist sehr kostspielig und das Geld, das sie von ihrer Mutter erhalten hat, reicht nicht aus. Um Moe zu helfen, ihr Einkommen aufzubessern, helfen Rina und Yuki ihr dabei, einen Job als Rental Girlfriend zu bekommen. Sie bereiten Moe darauf vor, indem sie ihr mit niedlichen Kleidern und einer neuen Frisur einen aufgepeppten Look verpassen. Moe beschließt, im Host Club vorbeizuschauen, um Kaede ihren neuen Look zu zeigen, aber als sie dort ankommt, sieht sie eine andere Frau, die für Kaede eine exorbitante Summe ausgibt. Sie findet außerdem heraus, dass es eine ganze Weile dauert, bis das Geld von ihrem neuen Job hereinkommt. |           |                 |               |                        |                                                 |                 |               |
| 10 | 10        | Folge 10        | 第10話        | 15. Juni 2022          | 14. Dez. 2022                                   | Masato Sugawara | Anna Kawahara |
| Um genug Geld für den Besuch im Host Club von Kaede zu verdienen, wo sie ihn treffen will, nimmt sie einen Job im Sexgewerbe an. Als sie herausfindet, dass Yua derselben Beschäftigung nachgeht, lernen sich die beiden einander noch besser kennen. Sie besuchen gemeinsam den Club und gehen anschließend mit Haruhi und Kaede zum Bowling, wo sie viel Spaß zusammen haben. Moe fühlt sich durch die gemeinsame Zeit mit Kaede erfüllter denn je und beginnt, angespornt davon, sich mehr auf ihren neuen Job zu konzentrieren, um noch mehr Geld zu verdienen. Kaedes Geburtstag rückt näher, und Moe will eine teure Flasche Alkohol kaufen, um seine Einnahmen zusätzlich zu steigern. Auf der anderen Seite wendet sich Moe zunehmend von ihren Uni-Freunden ab, was sie nur noch mehr in die Arme von Kaede treibt. |           |                 |               |                        |                                                 |                 |               |
| 11 | 11        | Folge 11        | 第11話        | 22. Juni 2022          | 14. Dez. 2022                                   | Mai Sakai       | Kisa Miura    |
| Yua klammert sich unnachgiebig an ihre Beziehung zu Haruhi, die zunehmend in die Brüche geht. Als sie jedoch ein Bild von Haruhi entdeckt, auf welchem er mit einer anderen Frau intim ist, gerät sie in Rage und es kommt zu einem lautstarken Streit zwischen den beiden, und in der Hitze des Gefechts ereilt Yua ein schreckliches Schicksal. Unterdessen verliebt sich Moe mehr und mehr in Kaede. Sie besucht nicht mehr die Universität und verdient immer mehr Geld im Sexgewerbe. Moe ist überglücklich, als sie den benötigten Betrag rechtzeitig zum Geburtstag von Kaede zusammen hat, doch auf dem Weg zum Host Club kommt es zu einer Tragödie. |           |                 |               |                        |                                                 |                 |               |
| 12 | 12        | Folge 12        | 第12話        | 29. Juni 2022          | 14. Dez. 2022                                   | Mai Sakai       | Kisa Miura    |
| Sōta unternimmt mit Yuki eine Reise mit Übernachtung in einem Resort mit Thermalquellen. Nachdem die beiden eine Menge Spaß miteinander haben und sich wunderbar entspannt haben, gesteht Sōta ihr seine Gefühle. Yuki nimmt sich sein Geständnis zu Herzen und beginnt, Sōta von ihrer Vergangenheit zu erzählen. In dieser Nacht träumt Yuki zum ersten Mal. Am Morgen ihrer Rückkehr nach Tokio äußert Sōta gegenüber Yuki seinen Wunsch, mit ihr zusammen zu sein. Aber wie wird ihre Antwort ausfallen? Und was hält die Zukunft für Rina, Aya, Moe, Yua und die anderen Frauen bereit? |           |                 |               |                        |                                                 |                 |               |

### Staffel 2
| Nr. (ges.) | Nr. (St.) | Deutscher Titel | Originaltitel | Erstausstrahlung (MBS) | Deutschsprachige Erstveröffentlichung (Disney+) | Regie           | Drehbuch      |
| ---------- | --------- | --------------- | ------------- | ---------------------- | ----------------------------------------------- | --------------- | ------------- |
| 13         | 1         | —⁠⁠               | 特別編・前編  | 3. Mai 2023            | —⁠⁠                                               | Mai Sakai       | Kisa Miura    |
| 14         | 2         | —⁠⁠               | 特別編・後編  | 10. Mai 2023           | —⁠⁠                                               | Mai Sakai       | Kisa Miura    |
| 15         | 3         | —⁠⁠               | 第1話⁠⁠         | 17. Mai 2023           | —⁠⁠                                               | Hajime Gonno    | Kisa Miura    |
| 16         | 4         | —⁠⁠               | 第2話         | 24. Mai 2023           | —⁠⁠                                               | Hajime Gonno    | Kisa Miura    |
| 17         | 5         | —⁠⁠               | 第3話         | 31. Mai 2023           | —⁠⁠                                               | Masato Sugawara | Kisa Miura    |
| 18         | 6         | —⁠⁠               | 第4話⁠⁠         | 7. Juni 2023           | —⁠⁠                                               | Masato Sugawara | Anna Kawahara |
| 19         | 7         | —⁠⁠               | 第5話⁠⁠         | 14. Juni 2023          | —⁠⁠                                               | Hajime Gonno    | Nawon Lee     |
| 20         | 8         | —⁠⁠               | 第6話         | 21. Juni 2023⁠⁠          | —⁠⁠                                               | Hajime Gonno    | Nawon Lee     |
| 21         | 9         | —⁠⁠               | 第7話         | 28. Juni 2023          | —⁠⁠                                               | Hajime Gonno    | Kisa Miura    |